# 夢なら醒めてよ
「夢なら醒めてよ」（ゆめならさめてよ）は、大黒摩季の20枚目のシングル。CDコードはJBDJ-1048。

## 概要
大黒がビーイング在籍中に発売された最後のシングル（2017年にシングル「Lie, Lie, Lie,」で復帰）。
オリジナルアルバムには収録されず、大黒公認のアルバムでも『MAKI OHGURO BEST OF BEST〜All Singles Collection〜』と『Greatest Hits 1991-2016 〜All Singles +〜』の2つのベストアルバムしか収録されていない。
オリコン初登場10位となり、前作「太陽の国へ行こうよ すぐに〜空飛ぶ夢に乗って〜」で途切れていたオリコンベスト10入りを再び果たした。売上も前作を上回った。
なお、32ndシングル「Anything Goes!」は、本作以来11年3ヶ月ぶりにオリコンチャートTOP10入りを果たした。
ビデオクリップは、大黒本人が、スタジオでアップでほぼ右向きにうつむきながら曲を歌う様子が主に収録されており、フルクリップが製作された数少ないシングル曲の一つである。
発売直前に「NO.」などで放送された、別バージョンのクリップも存在しており、海外において、ヘリから海岸や大黒本人が乗車する車を空撮するなどしている様子が主に放送されたが、本人が直接本作を歌う様子は映っていない。
シングルのミックスは、2パターンが公表されており、ドラマのエンディングで放送される時のミックスと、テレビ朝日系で放送されていた「NO.」において、シングル発売直前に放送された、シングル用のミックスが存在する。
ドラマ用のミックスは、「NO.」で初めて今作のビデオクリップが公開された時にも放送されていた。

## 収録曲
1. 夢なら醒めてよ
作詞・作曲：大黒摩季　編曲：葉山たけし
テレビ朝日系ドラマ「京都始末屋事件ファイル」主題歌
2. 永遠の光り
作詞・作曲 大黒摩季　編曲 葉山たけし
北海道国際航空イメージソング
北海道国際航空（AIR DO）の就航1年を記念して提供された楽曲で、アレンジの異なる「永遠の光り 〜AIR DO VERSION〜」の収録された非売品CDが配布された。
今までどのアルバムにも未収録状態となっていたが、2016年に発売されるオールタイム・ベストアルバム『Greatest Hits 1991-2016 〜All Singles +〜』内の【BIG盤】にて初めて収録される。
3. 夢なら醒めてよ (オリジナル・カラオケ)
4. 永遠の光り (オリジナル・カラオケ)

## 収録アルバム
夢なら醒めてよ
- MAKI OHGURO BEST OF BEST〜All Singles Collection〜 （1999年12月31日）
- BACK BEATs ＃2〜Maki Ohguro&Staff Works〜 （2001年10月31日）
- BEST OF BEST 1000 大黒摩季 （2007年12月12日）
- 大黒摩季 BEST HITS （2008年2月27日）
- Greatest Hits 1991-2016 〜All Singles +〜（2016年11月23日）

永遠の光り
- Greatest Hits 1991-2016 〜All Singles +〜【BIG盤】のみ（2016年11月23日）